# Capul Jelania
Capul Jelania (în rusă мыс Желания, transliterat: Mîs Jelaniia, în traducere Capul Dorinței) este cel mai estic punct al Europei. Acesta se află în nordul insulei Novaia Zemlea, care îi aparține regiunii ruse Arhanghelsk.
Locul este expus unor condiții meteorologice extreme, în special iernile arctice foarte aspre. Capul Jelania este considerat un punct geostrategic important: a găzduit o stație arctică sovietică în timpul celui de-al Doilea Război Mondial, care a fost bombardată de Kriegsmarine în timpul Operațiunii Wunderland. A devenit o stație experimentală secretă în timpul Războiului Rece, fiind locul unde au fost efectuate o serie de teste nucleare, inclusiv 88 de teste atmosferice. Baza a fost apoi transformată într-o stație meteo și a funcționat până în 1994.